# 長豐郡
長豐郡（：／ Jangphung gun */?）是朝鮮民主主義人民共和國開城市東端的一個郡。

## 地理
西接開城市板門區域・金川郡、北接兔山郡、東北是江原道的鐵原郡、東南是京畿道的坡州市・漣川郡。

## 歷史
歷史上長豐郡的地域原來分屬京畿道的長湍郡和開豐郡。朝鮮戰爭休戰後，與其他落入北韓統治下的京畿道地域（即開城市及其周邊）編成「開城直轄市」。2003年，開城地區改為由中央政府直轄，開城直轄市解散，長豐郡地區改屬黄海北道。

### 年表
- 1945年11月 - 京畿道長湍郡的長道面・大南面・江上面・大江面・小南面與開豐郡的嶺南面・北面・嶺北面（即北緯38度線以北的長湍郡及開豐郡地域）被編入黄海道，合組成為長豐郡。
- 1947年 - 北面被編入金川郡。
- 1954年10月 - 劃歸新設的黃海北道管轄。
- 1960年3月 - 从黄海北道編入開城市。
- 1961年3月 - 江原道鐵原郡的6個里編入本郡。
- 2002年11月 - 板門郡廢止，原板門郡田齋里的一部分與仙跡里合併成為新的仙跡里。
- 2003年6月 - 與開豐郡一同被編入黃海北道。
- 2023年2月 - 長豐郡併入開城特別市。

## 行政区域

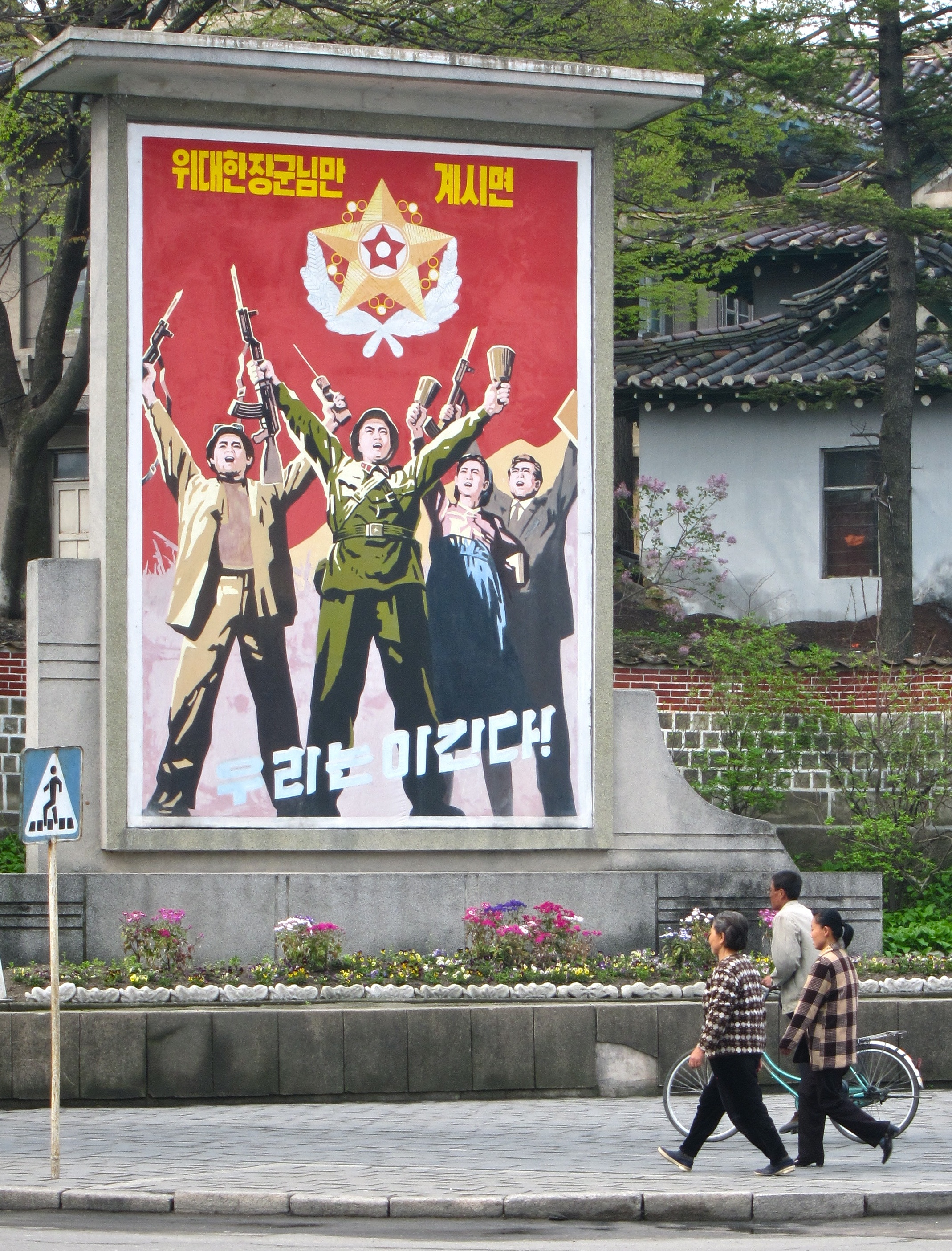
通往開城路上的標語

全郡设有1邑22里。
| - 長豐邑 - - 紫霞里 - - 九化里 - - 石村里 - - 長佐里 - - 佳谷里 - - 十灘里 - - 月古里 - - 大德山里 - - 沙是里 - - 古邑里 - - 菊花里 - | - 臨江 - - 席屯 - - 率賢里 - - 貴存里 - - 冷井 - - 佳川里 - - 獐鶴里 - - 沙岩里 - - 羅浮里 - - 項洞 - - 三溝里 - |

## 外部連結
-  未收復的京畿道（以北五道委員会）
-  中央日報北韓網・北韓地名辞典 長豐郡 （页面存档备份，存于）